# Albert Janki
Albert Janki (ur. 15 czerwca 1994) – południowoafrykański lekkoatleta specjalizujący się w trójskoku.
W 2011 został wicemistrzem świata juniorów młodszych.
Rekord życiowy: 15,95w (9 lipca 2011, Lille Metropole). 

## Osiągnięcia
| Rok  | Impreza                               | Miejsce         | Pozycja    | Wynik |
| ---- | ------------------------------------- | --------------- | ---------- | ----- |
| 2011 | Mistrzostwa świata juniorów młodszych | Lille Metropole | 2. miejsce | 15,95 |